# Slavětín (ort i Tjeckien, Ústí nad Labem)
Slavětín är en köping i Tjeckien.   Den ligger i regionen Ústí nad Labem, i den nordvästra delen av landet, 50 km nordväst om huvudstaden Prag. Slavětín ligger 228 meter över havet och antalet invånare är 453.
Terrängen runt Slavětín är platt åt sydost, men åt nordväst är den kuperad. Runt Slavětín är det ganska glesbefolkat, med 39 invånare per kvadratkilometer. Närmaste större samhälle är Louny, 7,9 km väster om Slavětín. Trakten runt Slavětín består till största delen av jordbruksmark.